# Лозиці (Кошалінський повіт)
Лозиці (пол. Łozice) — село в Польщі, у гміні Боболиці Кошалінського повіту Західнопоморського воєводства.
Населення — 162 особи (2011).

## Демографія
Демографічна структура станом на 31 березня 2011 року:
|          | Загалом | Допрацездатний вік | Працездатний вік | Постпрацездатний вік |
| -------- | ------- | ------------------ | ---------------- | -------------------- |
| Чоловіки | 86      | 15                 | 61               | 10                   |
| Жінки    | 76      | 7                  | 40               | 29                   |
| Разом    | 162     | 22                 | 101              | 39                   |